# Sefer ha-Yashar (Aggada)
Pour les articles homonymes, voir Sefer ha-Yashar.
Le Sefer ha-Yashar, de l'hébreu ספר הישר, est un midrash aggada tardif qui semble dater du XIe siècle. Il traite du Pentateuque, du livre de Josué et du début du livre des Juges, en s'attachant particulièrement aux livres de la Genèse et de l'Exode. Il puise des éléments dans d'autres midrashim tels que Genèse Rabba, la Talmud de Babylone, les Pirqé de-Rabbi Éliézer, le midrash Vayisau et le Josippon. Il s'inspire aussi de la littérature de la période du Second Temple et il se rapproche du Liber antiquitatum biblicarum. Il est influencé par des légendes musulmanes. Il a peut-être été rédigé en Espagne.
Il est édité pour la première fois à Venise en 1625.